# Xyridacma varians
Xyridacma varians är en fjärilsart som beskrevs av Butler 1879. Xyridacma varians ingår i släktet Xyridacma och familjen mätare. Inga underarter finns listade i Catalogue of Life.